# 泰語維基百科
泰語維基百科是維基百科協作計劃的泰語版本，由非營利組織──維基媒體基金會維持負責。目前是各語言維基百科計劃中，規模排名第19（依條目量計算）的維基百科。計劃開始於2003年3月16日，截至2019年9月6日，已有133,035個條目。
泰語維基百科是少數不以西元年為準者，而採用佛曆。

## 历史

### 创立伊始
2003年12月25日创立首页；2003年12月27日，泰语维基百科的第一篇条目是“天文学”，当时内容只有一个词汇，2004年5月31日由用户Phisite扩充为短篇条目。
2004年2月28日，第一篇有内容的条目是“计算机科学”（วิทยาการคอมพิวเตอร์）。

## 发展历程

### 条目里程碑
- 2003年12月27日：第一篇条目（ดาราศาสตร์，天文学）
- 2004年4月21日：超过100篇条目（ห้องอนาคต，未来房间）
- 2004年6月18日：超过250篇条目（แว่นแก้ว，伞形天胡荽）
- 2004年8月17日：超过500篇条目（สนเกรวิลเลีย，银桦属）
- 2004年12月23日：超过750篇条目（ฮะโกะดะเตะ，函馆市）
- 2005年3月10日：超过1,000篇条目（แฮร์รี่ พอตเตอร์，哈利·波特）
- 2005年10月28日：超过5,000篇条目（เปาบุ้นจิ้น，包拯）
- 2006年3月14日：超过10,000篇条目（มหาวิทยาลัยเพนซิลเวเนียสเตต，宾夕法尼亚州立大学）
- 2007年3月16日：超过20,000篇条目（อาริเอส มู，穆）
- 2007年12月10日：超过30,000篇条目（หลิว เต๋อหัว，刘德华）
- 2008年10月26日：超过40,000篇条目（ฤทธิ์ดาบไม้ไผ่，BAMBOO BLADE）
- 2009年9月4日：超过50,000篇条目（พระนันทะ，孙陀罗难陀）
- 2010年4月20日：超过60,000篇条目（สาธารณรัฐฟิลิปปินส์ในเอเชียนเกมส์ 2006，2006年亚洲运动会菲律宾）
- 2011年11月12日：超过70,000篇条目（สปอร์ติงเดคีคอน，希洪体育）
- 2013年4月13日：超过80,000篇条目（คำประกาศเจตนารัสเซลล์–ไอน์สไตน์，罗素—爱因斯坦宣言）
- 2014年10月6日：超过90,000篇条目（ออลอะเบาต์แดตเบส，棉花糖女孩）
- 2016年1月30日：超过100,000篇条目（คริสต์ทศวรรษ 1940，1940年代）

## 批评

### 滥用合理使用
泰语维基百科曾经常滥用合理使用图片，主要多见于有关佛像和现存建筑物的条目，甚至有关在世人物的条目（如中国娃娃组合）也使用过非自由配图。而在中文维基百科，在世人物不得使用非自由图片来表示人物面貌。另外在泰语维基百科的茉莉花 (民歌)、鸡蛋菜单等条目中，使用的合理使用音频也超过30秒长度。

## 外部連結
- 泰語維基百科 （页面存档备份，存于）